# 胡季帆
胡季帆，男，河南开封人，山东大学教授，博士生导师，物理学院凝聚态物理研究所所长，教育部第二批长江学者特聘教授。研究领域为材料磁学、磁电子学和纳米功能材料器件。

## 生平
1985年毕业于山东大学物理系。1988年硕士毕业于中科院物理研究所。1993年11月获得博士学位（中科院物理研究所与德国马普金属物理研究所联合培养）。1994年4月在中科院理论物理研究所从事博士后研究。1996年5月起在山东大学任教，1996年晋升教授。